# Srovnávací pedagogika
Srovnávací pedagogika (někdy také zvaná jako komparativní pedagogika) je jednou ze základních pedagogických disciplín, která se zabývá srovnáním vzdělávacích systémů, nebo jejich částí ve dvou nebo více zemích. Čerpá z poznatků a přístupů jiných věd, zároveň tyto poznatky doplňuje či prohlubuje. V rámci společenských věd vychází především z filozofie, psychologie a sociologie.

## Definice srovnávací pedagogiky podle odborníků
Existuje mnoho způsobů jak definovat srovnávací pedagogiku. Pro příklad uvádíme následující definice:
„Posláním srovnávací a mezinárodní pedagogiky je objevování, vysvětlování, podporování a šíření znalosti o vzdělávacích systémech a o idejích a problémech vzdělávání ve světě.“ (Comparative and International Education Society)
„Srovnávací pedagogika provádí výzkumné aktivity zaměřené na podrobné dokumentování různých národních vzdělávacích systémů, se zaměřením na jejich organizační struktury, cíle edukace a edukační procesy.“ (Theisen, Adams, 1990)
„Srovnávací pedagogika je analýza vzdělávacích systémů a problémů ve dvou či více zemích, a to v kontextu jejich historických, socioekonomických, politických, kulturních, náboženských a jiných faktorů. Srovnávací pedagogika je interdisciplinární oblast výzkumu, která čerpá ze sociologie a ekonomie vzdělávacích procesů, z poznatků o jejich historickém vývoji a o současné vzdělávací politice.“ (Brickman, 1992)
“Srovnávací pedagogika používá data z jedné nebo více zemí či regionů
1. k popisu vzdělávacích systémů, jejich fungování a produktů,
2. k pomoci pro rozvoj vzdělávacích institucí a vzdělávací praxe,
3. k objasňování vztahů mezi vzděláváním a společností,
4. k formulování trendů vývoje vzdělávání platných obecně pro více zemí.“ (Noah, 1985)[2]

Souhrnně se může tvrdit, že srovnávací pedagogika není pouze komparace vzdělávacích systémů, ale jedná se taky o popisy, dokumentace a analýzy zprostředkující poznatky o vzdělávacím systému určité země do jiné.

## Oblasti srovnávací pedagogiky
- Podmínky, procesy, produkty školní edukace v různých zemích
- Kurikula, vzdělávací programy, demografické a kulturní determinanty vzdělávacích systémů
- Školská politika, administrativa a legislativa
- Řízení a financování školství
- Vztahy mezi školami a rodiči, veřejností, obcemi, zaměstnavateli
- Vztahy mezi sociální stratifikací zemí a přístupem k vzdělávání
- Vztahy mezi sférou vzdělávání a trhem práce[2]

## Účelnost srovnávací pedagogiky
Srovnávací pedagogika slouží:
- odborníkům v oblasti vzdělávací politiky, plánování a řízení školství ve státě
- odborníkům ve sféře ekonomie školství a vzdělávání
- pro analýzy v oblasti sociálních věd, zejména sociologii
- učitelům a dalším pedagogickým pracovníkům ve školách a jiných vzdělávacích zařízeních, studentům učitelských oborů, výzkumným pracovníkům ve sféře školství
- pro rodiče a širší veřejnost

Poznatky se srovnávací pedagogiky jsou pro širší veřejnost důležité z toho důvodu, že ovlivňují postoje ke vzdělávání ve vlastní zemi, umožňují vzdělávací systém v dané zemi hodnotit a také jej ovlivňovat.

## Historie srovnávací pedagogiky
Počátky srovnávací již do antického období. Již Xenofon, který poukazoval na rozdíly mezi spartskou výchovou chlapců a výchovou a vzděláváním Peršanů. Podobně i Cicero, který popisoval řecký a římský způsob výuky, nebo Tacitus, který analyzoval kulturu a výchovu Židů, Galů a Germánů a poukazoval na odlišnosti od římské kultury a výchovy.
V období od středověku až do počátku 19. století publikovali různí cestovatelé a obchodníci své poznatky o vzdělávání a výchově v různých zemích a porovnávali je s možnostmi na jejich domácím území. Všechny tyto poznatky o školství ovšem nebyly v žádném systematickém či vědeckém přehledu.
Za zakladatele srovnávací pedagogiky a za toho, kdo položil metodologický základ této disciplíny, je považován francouzský osvícenec Marc Antoine Jullien de Paris, a to na základě své publikace „Nárys a předběžné pohledy na práci o srovnávací pedagogice“, která vyšla v Paříži v roce 1817. Samotná publikace obsahuje 2 části: První část obsahuje důvody, které vedou k vytvoření srovnávacího výkladu o vzdělávání v různých zemích Evropy. Druhá část je metodologicky založena a zahrnuje otázky určené ke sběru informací o vzdělávacích systémech. Sám autor vytyčil principy, které se ve srovnávací pedagogice uplatňují dodnes (přesná dokumentace o školství v různých zemích, objektivní vyhodnocování rozdílnosti).
Ve 20. století nastal velký rozkvět srovnávací pedagogiky jak v Evropě, tak i v USA. Začaly být zakládány vědecké asociace a ústavy pro dokumentaci a srovnávací výzkum vzdělávacích systémů. I po 2. světové válce se srovnávací pedagogika rozvíjela ve velkém, vznikaly vědecké společnosti, výzkumná a dokumentační centra a speciální časopisy. Dokonce i UNESCO podporovalo srovnávání a popisování vzdělávacích systémů, především v méně rozvinutých zemích, kde vzdělání bylo na nízké úrovni oproti jiným zemím. V rámci UNESCA byl v Hamburku roku 1955 založen dodnes působící Institut pro vzdělávání, a v roce 1958 v Amsterdamu byla zahájena činnost IEA (International Association for the Evaluation of Educational Achievement), která provedla několik srovnávacích měření vzdělávacích výsledků ve školách mnoha zemích světa.

## Typy srovnávacích studií
• studie o edukačních problémech v jednotlivých zemích (např. prestiž učitelského povolání v ČR)
• průřezové studie zkoumající určitý jev ve více zemích, jsou stanovena společná kritéria (např. porovnání vzdělávacích standardů, přijímání studentů na VŠ)
• mezinárodní studie srovnávající vzdělávací systémy podle společných kategorií (např. úroveň znalostí desetiletých žáků ze čtenářské gramotnosti)
• nadnárodní studie (např. perspektivy multikulturní výchovy, Světová krize ve vzdělávání atd.)

## Principy metodologie srovnávací pedagogiky
Neexistuje jediný typ srovnávací studie, která by dokázala odpovědět na všechny otázky týkající se fungování vzdělávání v jiných zemích. Nejplodnější studie jsou podle nich ty, které kombinují více metodologických postupů.
Mezi základní principy metodologie srovnávací pedagogiky dle Průchy (2006) řadíme:
1. Multidisciplinární oblast – objasňuje obecné problémy fungování a tendence vývoje edukačních systémů v mezinárodní souvislosti
2. Empirická deskripce – dokumentace konkrétních vlastností vzdělávacích systémů, které poskytují materiál pro srovnávací analýzy. Přínosem je to, že jsou podněcovány různé aktivity teoretického významu. Popisované rozdílnosti vzdělávacích systémů vedly k vytvoření klasifikace ISCED
3. Aplikace kvantitativních i kvalitativních metod – efektivnější jsou kvantitativní postupy, kvůli přesnějšímu a komplexnějšímu vyhodnocování při mezinárodním srovnávání vzdělávacích systémů. Pomocí statistických ukazatelů mohou být popsány a srovnány nejen statické (trvalé vlastnosti vzdělávacích systémů), ale i vlastnosti procesuální.
4. Komplexní přístup – spočívá v kvalitativním rozboru srovnávaných jevů a v dlouhodobější komparaci.